# Tanadema
Tanadema is een geslacht van vlinders van de familie slakrupsvlinders (Limacodidae).

## Soorten
- T. faemina Dyar, 1905
- T. incongrua Dyar, 1905
- T. marginepunctata Hering & Hopp, 1927
- T. mas Hering & Hopp, 1905
- T. neutra Dyar, 1908
- T. nora Dyar, 1937
- T. peruviana Hering & Hopp, 1927
- T. rubra Hering & Hopp, 1927